# I am snow
I am snow is een studioalbum van de Heather Findlay Band. Ze namen het op in de Crooked Room geluidsstudio in York. Het album volgde na een lange periode van stilte rond de zangeres. Ze had ondertussen een muziekgroep Mantra Vega gevormd, opgetreden en plaatopnames gemaakt. In 2016 vond ze weer tijd om een eigen album op te nemen. Muziek grijpt daarbij terug op haar Mostly Autumnperiode, maar door de toepassing van harp en fluit is het richting folk geslopen. 

## Musici
- Heather Findlay – zang, fluit, akoestische gitaar, blokfluit, bodhran, percussie
- Angela Gordon – zang, dwarsfluit, piano, blokfluit, fluitjes
- Sarah Dean – harp, elektronisch orgel, toetsinstrumenten, blokfluit
- Stuart Fletcher – basgitaar
- Henry Rogers – slagwerk, toetsinstrumenten, cajon
- Martin Ledger – gitaar, mandoline
- Isaac McInnis – gitaar op track 3

## Muziek
| Nr. | Titel                                        | Duur |
| --- | -------------------------------------------- | ---- |
| 1.  | I am snow (Findlay, Ledger, Rogers)          | 6:55 |
| 2.  | Bitterness burns (Findlay)                   | 5:02 |
| 3.  | The eyes of the forest (Findlay, Bryn Josh)  | 3:20 |
| 4.  | Dark eyes/The dreamer’s wake (Findlay)       | 6:39 |
| 5.  | Winter winds (Sandy Denny)                   | 2;18 |
| 6.  | Winter is king (Findlay)                     | 4:53 |
| 7.  | Day thirteen: sign (Arjen Lucassen, Findlay) | 3:05 |
| 8.  | Above the blue (Findlay)                     | 5:34 |
| 9.  | Shrinking violet (Findlay, Josh)             | 8:27 |

Twee nummers uit bovenstaande reeks heeft ze samengeschreven met Bryn Josh, leider van Mostly Autumn. De track Day thirteen: sign is een heropname van een nummer dat ze samen met Arjen Lucassen schreef voor zijn album The Human Equation. Winter winds is een cover van Sandy Denny’s lied, dat ze schreef voor de band Fotheringway, die slechts enkele jaren bestond.